# Книћевац
Книћевац је део  Тителског брега. Простире се над атарима шајкашких села Мошорина и Шајкаша. Поред његових падина налази се локални пут између ова два села. Овај пут се код Книћевца закривљује скоро под правим углом. Ово место има историјски значај јер је овде почела и водила се битка код Мошорина и Вилова 1849. године током Српске револуције 1848-1849. Име је добио по јунаку те битке Стевану Петровићу Книћанину.

## Географија и природне одлике

### Географија
Сам Тителски брег се простире у  дијагоналном правцу северозапад-југоисток и има овални облик. Книћевац се налази на северозападној страни овала уперен ка селу Шајкашу и Ћурђеву док са југоисточног дела се налази Калварија, у чијем подножју се налази Тител. Раздаљина између Книћевца и Калварије дијагоналном ваздушном линијом у овом правцу износи око 18 километара. Заправо ова дијагонала између ове две овалне стране брега представља максималну дужину Тителског брега.
Заобилажењем Книћевца са северне стране се стиже у Мошорин а заобилажењем са југа долази се до Вилова.Поред пута за Мошорин налазе се два археолошка налазишта,Феудвар и Краљев сурдук.

### Природне одлике
Страна Книћевца која води према Вилову је без шума али је карактерише бујна трава. Такође са те стране постоји и неколико делимично одроњених делова у којима има дрвећа. Страна према Мошорину карактерише се високим нивоом пошумљености која превазилази оквире Книћевца и пружа се све до иза Мошорина,тачније до првог насипа према реци Тиси. У подножју ове стране Книћевца постоји неколико ораница и воћњака и у оквиру њих и викендице.Простор између Книћевца и села Шајкаша такође је плодан и пун обрађених површина,као и неколико рибњака и салаша. Овај простор праволинијски сече део пута између Шајкаша и Мошорина делећи их на две стране.
Иако је плодност земље под Книћевцом висока чести су проблеми са родом јер су овде велике подземне воде. Данас овде постоји локални канал као и поменути рибњаци што потврђује овај податак.
Некада је поред Книћевца протицала Тиса,која се уливала близу села Вилова у воде разливеног Дунава.

## Историја и културно наслеђе

### Атилино благо
У овом крају се често могу чути приче о тајном закопаном благу хунског вође Атиле а да је место где се благо налази управо подножје Книћевца.Иако су ово само хипотезе постоји неколико историјских чињеница које могу ово потврдити:
- Прва чињеница јесте то да је Атила благо закопао испод корита Тисе,која је у то доба протицала баш овде.[1]

- Друга чињеница је та да су Хуни као једну од база за прелазак Римског Лимеса и напада на ово царство користили Тителски брег.[1]

Ипак постоји и могућност да ово није место где је закопано благо. Код сурдука Дукатара,који се налази на обали Тисе из правца Мошорина а где се данас налази викенд насеље,су по причама проналажени бројни златници из периода Римског царства. Вероватно је да је на основу тих прича и сам сурдук добио име.Тителски брег и његова околина у то доба због својих карактеристика су могли послужити као место за скривање ратног плена.

### Праисторијско и античко наслеђе
Предео Книћевца био део Ватинске културе, што сведочи близина Книћевца и налазишта Феудвар, која се хронолошки поклапа се периодом Минојске и Микенске цивилизације. Културна размена ове три цивилизације је била активна.Ако узмемо у обзир то да су се на простору Книћевца после Ватинске редом мењале Белегишка,Босутска,па Латенска култура која улази у састав Рима,а знајући да је на темељима Минојске и Микенске цивилизације настајала култура Античке Грчке,можемо утврдити континуитет цивилизација на овоме простору.
Книћевац је био командно место команданта српских јединица у оквиру војске Хабзбуршке монархије Стевана Петровића Книћанина приликом офанзиве мађарске револуционарне војске у пролеће 1849.године. После низа пораза српских јединица и пада градова Сомбора,Сирига,Сенте, Врбаса, Бечеја и Србобрана крајем марта и почетком априла 1849.године,једини простор где се могао пружити и организовати отпор представљао је Тителски брег као природна тврђава. Такође око 40 000 српских избеглица са простора Српске Војводине нашло је уточиште на Тителском брегу. Врховну команду имао је Ђорђе Стратимировић,коме су подређени били Јован Стефановић Виловски,Стеван Петровић Книћанин и Миливој Блазнавац. Срби су располагали са око 4000-5000 војника и око 1000 добровољаца из Кнежевине Србије,које води Стеван Книћанин. Книћанин је први почео да пружа отпор трупама генерала Перцела на Велики Петак. 
Положај код Книћевца је Книћанин одбранио а затим је војска успоставила одбрамбену линију од Мошорина до Вилова која је била погодна за одбрану јер са Книћевца се могло осматрати кретање противника а прилази Книћевцу су у то време били испресецани мочварама и мочварним земљиштем и флором. На основу овога генерал Стратимировић је направио тактику која се одвијала тако што су Срби пуштали непријатеља на домет топова,а на падинама и у подножју Книћевца би се постављали пешаци. Кад би одбили непријатеља могли су га гонити што даље према Петроварадину. До јуна месеца Срби су бранили положај Тителског брега тако да је Тителски брег постао симбол отпора Српске револуције. Овај отопр је потрајао до улаза Русије на страну Хабзбуршке монархије,која ће код Вилагоша 13. августа 1849.године коначно поразити мађарске револуционарне снаге.
У знак сећања на ову помоћ руског народа,подигнута је на Книћевцу заједничка застава Србије и Русије као и спомен плоча борцима у борбама код Мошорина и Вилова.

## Слике
- Приказ битке код Вилова и Мошорина 1849.године сликара Кацлера
- Стеван Петровић Книћанин,српски војвода по коме је Книћевац добио име.